# 1739 en santé et médecine
| Années de la santé et de la médecine : 1736 - 1737 - 1738 - 1739 - 1740 - 1741 - 1742    |
| Décennies de la santé et de la médecine : 1700 - 1710 - 1720 - 1730 - 1740 - 1750 - 1760 |

Cet article présente les faits marquants de l'année 1739 en santé et médecine.

## Événements
Angleterre
- 17 octobre : charte de fondation de l'Hôpital des Enfants-Trouvés de Londres (Foundling Hospital)[1].

France
- 28 mars : Louis XV déclare qu’il ne fera pas ses pâques. Le roi, époux infidèle et chrétien scrupuleux, se voit interdire de communion par son confesseur, le père de Linières  : il ne touche ni ne touchera plus les écrouelles, ce qui affecte durablement le symbole monarchique[2].

Suède
- 2 juin : l'Académie royale des sciences de Suède est fondée à Stockholm notamment par Linné et Mårten Triewald (en)[3].

## Naissances
- 18 janvier : Johann Christian Daniel von Schreber (mort en 1810), médecin et naturaliste allemand. Il a décrit de nombreux mammifères et rassemblé un très important herbier.
- 11 avril : Domenico Maria Leone Cirillo (mort en 1799), naturaliste et médecin italien.
- 15 juin : Pietro Moscati (mort en 1824), médecin et homme politique italien.
- 9 juillet : Pál Adámi (mort en 1795), médecin, zoologiste et vétérinaire hongrois.
- 7 octobre : Luigi Angeli (it) (mort en 1829), médecin et écrivain italien.
- 14 novembre : William Hewson (mort en 1774), chirurgien, anatomiste et physiologiste britannique, pionnier en hématologie.
- 30 novembre : Göran Rothman (mort en 1778), médecin, botaniste suédois.

- Date précise inconnue
  - Belsazar Hacquet (mort en 1815), médecin et naturaliste autrichien d’origine française.
  - Maurizio Pipino (it) (mort en 1788), médecin et écrivain italien.